# ليزا غيلبرت
ليزا غيلبرت (بالإنجليزية: Lisa Gilbert)‏ (9 ديسمبر 1978 ببريزبان في أستراليا - ) هي لاعبة كرة قدم أسترالية في مركز الدفاع. لعبت مع سيدني إف سي.

## وصلات خارجية
- ليزا غيلبرت على موقع قاعدة بيانات كرة القدم.إي يو (الإنجليزية)